# Kazimierz Dobrostański
Kazimierz Alojzy Dobrostański (ur. 19 kwietnia 1898 w Rudzie, zm. w kwietniu 1940 w Katyniu) – major administracji Wojska Polskiego, ofiara zbrodni katyńskiej.

## Życiorys
Urodził się jako syn Alojzego i Herminy z Köhlerów. Uczył się w szkole realnej w Żywcu. Należał do Związku Strzeleckiego w Turce. Po wybuchu I wojny światowej w sierpniu 1914 wstąpił do Legionów Polskich. Początkowo służył w batalionie uzupełniającym, a 19 września 1914 odkomenderowany do służby w artylerii (późniejszy 1 pułk ułanów Legionów Polskich). Służył w 1 pułku artylerii w składzie I Brygady. Uczestniczył w walkach na froncie karpackim, bukowińskim i wołyńskim. 24 grudnia 1916 otrzymał awans na ogniomistrza. 16 lutego 1918 dostał się do niewoli austriackiej pod Rarańczą, był osadzony w Huszt, po czym wcielony do armii c. i k.
Po odzyskaniu przez Polskę niepodległości wstąpił do Wojska Polskiego i zgłosił się do Kadry Artylerii w Krakowie. Miesiąc później, 10 grudnia 1918 delegowany do Centralnego Urzędu Gospodarczego w Warszawie. Został awansowany do stopnia podporucznika od 15 lipca 1919. Od 1922 do 1926 pracował w Departamencie Intendentury Ministerstwa Spraw Wojskowych. Został awansowany do stopnia kapitana ze starszeństwem z 1 lipca 1923. Od 1926 do 1929 pracował w Gabinecie Wojskowym Prezydenta RP Ignacego Mościckiego. W 1927 był jednym z założycieli sekcji tenisowej klubu sportowego CWKS Legia Warszawa. W stopniu kapitana w 1928 był zweryfikowany w Korpusie Oficerów Administracji, Dział Gospodarczy, z lokatą 6. Od 1929 zasiadł w zarządzie Składu Materiałów Intendentury nr 1. Został absolwentem Wyższej Szkoły Wojennej w 1931 (X Kurs Normalny 1929–1931). Awansowany do stopnia majora. Był związany z Mielcem.
Po wybuchu II wojny światowej, kampanii wrześniowej 1939 i agresji ZSRR na Polskę 17 września 1939, został aresztowany przez Sowietów. Był przetrzymywany w obozie jenieckim w Kozielsku. Wiosną 1940 został przetransportowany do Katynia i rozstrzelany przez funkcjonariuszy Obwodowego Zarządu NKWD w Smoleńsku oraz pracowników NKWD przybyłych z Moskwy na mocy decyzji Biura Politycznego KC WKP(b) z 5 marca 1940. Ofiary tego mordu grzebano w bezimiennych mogiłach zbiorowych, gdzie od 28 lipca 2000 mieści się oficjalnie Polski Cmentarz Wojenny w Katyniu. W Lesie Katyńskim prowadzone były ekshumacje i prace archeologiczne, jednak Kazimierz Alojzy Dobrostański nie został zidentyfikowany. Figuruje na liście wywózkowej z 3 kwietnia 1940.

### Życie prywatne
Jego żoną była Waleria z domu Jotkowska, z którą miał syna Jerzego. Rodzina Kazimierza Dobrostańskiego dowiedziała się o jego losie w 1972.

## Ordery i odznaczenia
- Krzyż Niepodległości (6 czerwca 1931)[11]
- Krzyż Walecznych[10]
- Złoty Krzyż Zasługi (18 lutego 1939)[12]
- Srebrny Krzyż Zasługi (10 listopada 1928)[13]
- Medal Pamiątkowy za Wojnę 1918–1921
- Medal Dziesięciolecia Odzyskanej Niepodległości
- Odznaka za Rany i Kontuzje

## Upamiętnienie
5 października 2007 Minister Obrony Narodowej Aleksander Szczygło mianował go pośmiertnie do stopnia podpułkownika. Awans został ogłoszony 9 listopada 2007 w Warszawie, w trakcie uroczystości „Katyń Pamiętamy – Uczcijmy Pamięć Bohaterów”.

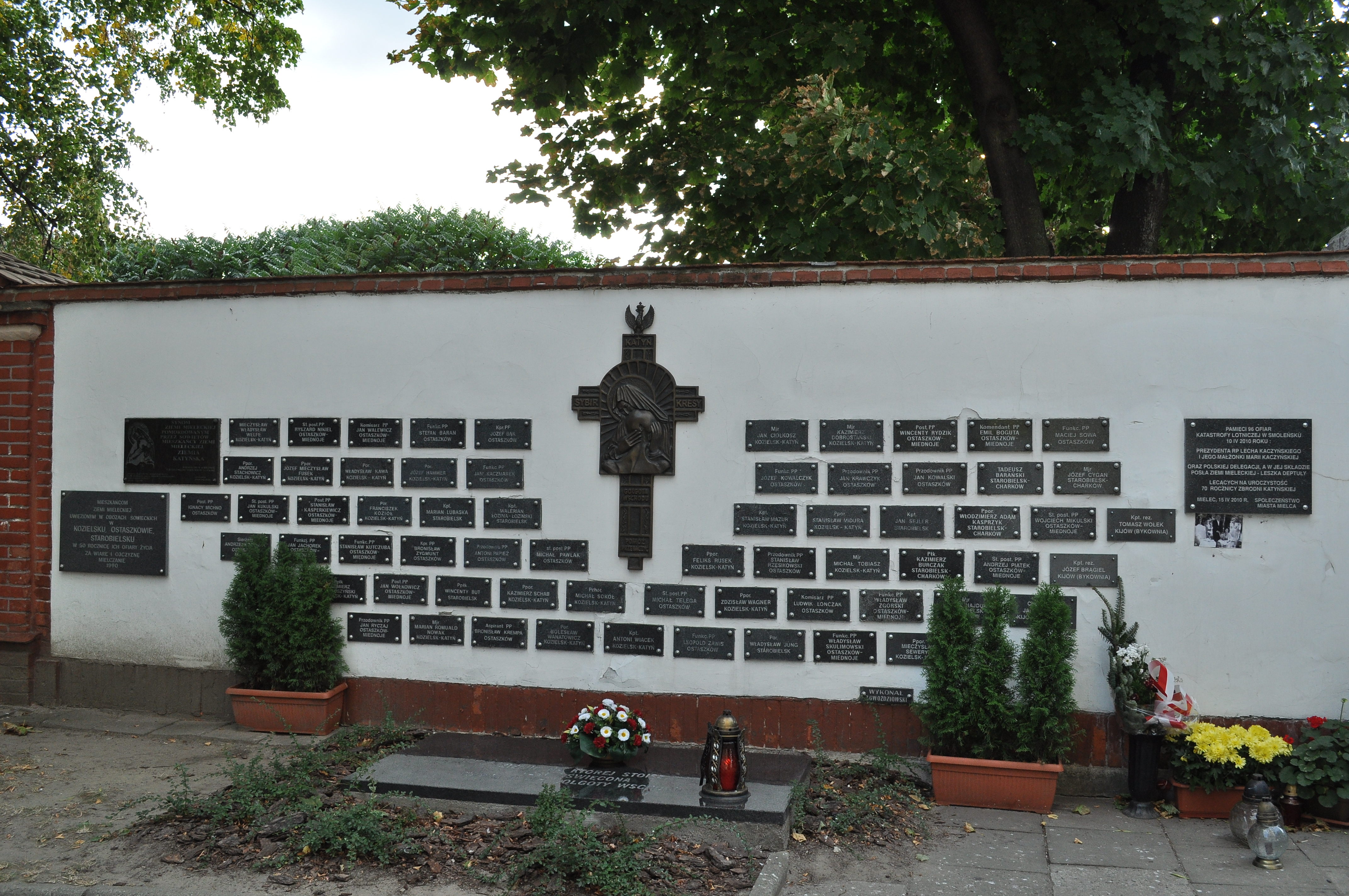
Ściana katyńska w Mielcu

Kazimierz Dobrostański został upamiętniony tabliczką na ścianie katyńskiej przy bazylice św. Mateusza Apostoła i Ewangelisty w Mielcu, ustanowionej w 1990.
24 kwietnia 2008, w ramach akcji „Katyń... pamiętamy” / „Katyń... Ocalić od zapomnienia”, przy Stadionie Wojska Polskiego w Warszawie, na którym mecze rozgrywa drużyna piłkarska Legii Warszawa, został zasadzony Dąb Pamięci, honorujący Kazimierza Dobrostańskiego.